# Phụ lưu số 8
Phụ lưu số 8 là một con sông đổ ra sông Ea H'Leo. Sông có chiều dài 10 km và diện tích lưu vực là 24 km². Phụ lưu số 8 chảy qua các tỉnh Gia Lai, Đắk Lắk.